# Cybocephalus
Cybocephalus är ett släkte av skalbaggar som beskrevs av Wilhelm Ferdinand Erichson 1844. Cybocephalus ingår i familjen glansbaggar.
Släktet innehåller bara arten Cybocephalus politus.

## Bildgalleri

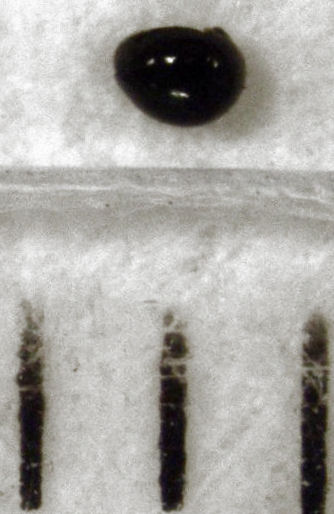
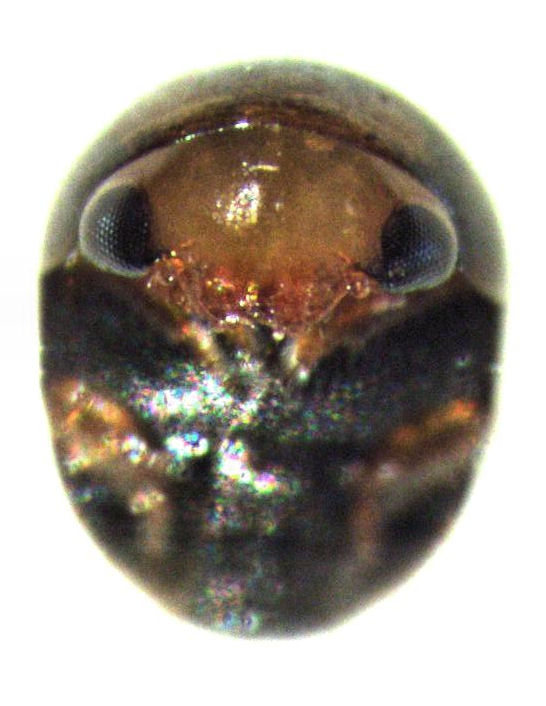
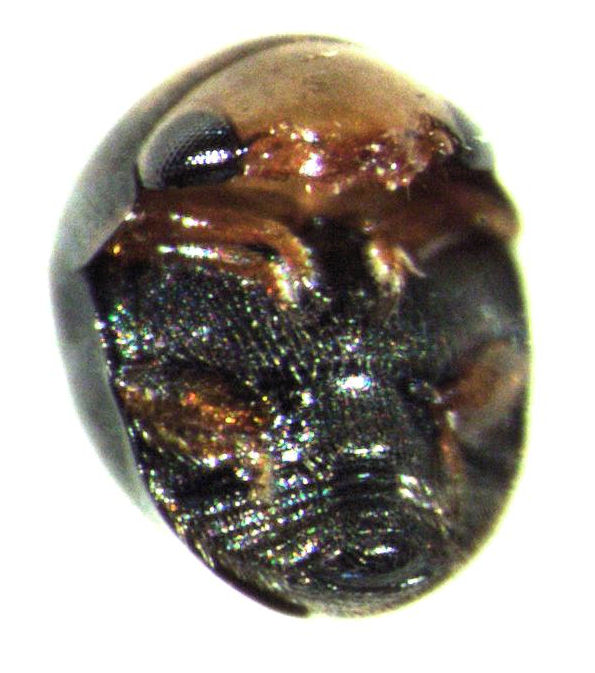